# Autoserica flaviventris
Autoserica flaviventris är en skalbaggsart som beskrevs av Moser 1916. Autoserica flaviventris ingår i släktet Autoserica och familjen Melolonthidae. Inga underarter finns listade.